# Lévitation (physique)
Pour les articles homonymes, voir Lévitation.

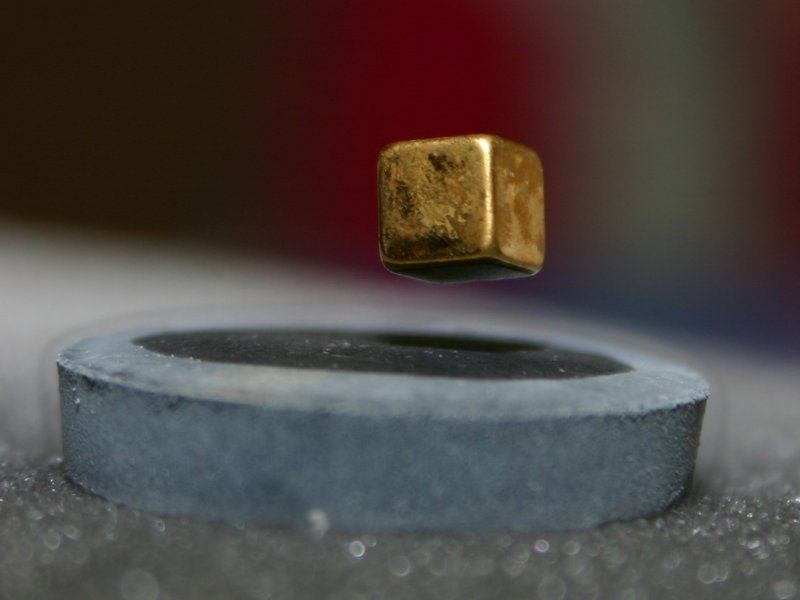
Un aimant cubique lévite au-dessus d'un supraconducteur par effet Meissner.

En mécanique, la lévitation est le fait, pour un être ou un objet, de se déplacer ou de rester en suspension au-dessus du sol, sous l'effet d'une force qui compense la gravitation, sans contacts physiques solides. La sustentation, effet d'une force qui maintient un corps au-dessus d'une surface, qu'il soit posé sur celle-ci (la surface de sustentation), ou sans contact avec elle, ainsi que la portance sont l'une des formes du phénomène physique de lévitation.

## Méthodes de lévitation
- Le vol (animal, aéronautique), par portance  :
  - La portance ou sustentation aérostatique (poussée d'Archimède) fait flotter dans l'air des objets qui sont moins denses que celui-ci, comme par exemple les ballons d'hélium, et les aérostats (montgolfière, zeppelin).
  - La sustentation ou portance aérodynamique maintient des objets en mouvement tels que les animaux volants ou les aérodynes (avions, hélicoptères) au dessus du sol. Ce vol peut être stationnaire (colibri, hélicoptère).
- Les sustentations électromagnétique et diamagnétique, qui emploient un champ magnétique pour la lévitation. Ces techniques sont utilisées par les trains à sustentation magnétique. L'effet Meissner, ou diamagnétisme parfait, est mis en œuvre dans le cadre d'une lévitation supraconductive.
- La propulsion électrohydrodynamique, qui utilise une haute tension électrique afin de mettre en mouvement un fluide (éventuellement de l'air), générant ainsi une poussée qui peut être utilisée pour la lévitation. En particulier l’effet Biefeld-Brown, ayant donné naissance à des maquettes qui se soulèvent, souvent appelées «ionocrafts» ou « lifters » sur internet.
- La lévitation aérodynamique, une méthode de lévitation permettant de suspendre la matière dans un milieu en utilisant la pression des gaz[2].
- La lévitation acoustique, qui utilise un son pour faire léviter un objet.
- La lévitation optique, pratiquée avec un laser dont le faisceau lumineux maintient de petits objets en lévitation. Ce procédé est utilisé par la pince optique, un outil permettant de manipuler des cellules ou des particules sans les abîmer.